# پال بیندریم
پال بیندریم (انگلیسی: Paul Bindrim؛ ۱۴ اوت ۱۹۲۰ – ۱۷ دسامبر ۱۹۹۷) روان‌درمانگر اهل ایالات متحده آمریکا بود.
او دانش‌آموختهٔ دانشگاه کلمبیا (در مقطع لیسانس) و دانشگاه دوک (در مقطع فوق‌لیسانس) بود و در همین دانشگاه دوک بود که پژوهش‌های جامعی در زمینهٔ پاراسایکولوژی زیر نظرِ «جوزف بانکس رینه» (ابداع‌کنندهٔ اصطلاحِ حس ششم) انجام داد.
وی پایه‌گذار روشِ «روان‌درمانی توسط برهنگی» بود که این امکان را افراد می‌دهد تا عواطف و احساسات واپس‌زده‌شدهٔ خود را به راحتی بروز دهند.